# 橘康仁
橘 康仁（たちばな やすひと、1975年12月14日 - ）は、日本のプロデューサー。プロデュース会社「Nemeton」代表。

## 人物
1975年生まれ。ドラマプロデューサー。東京大学卒業後、有線ブロードネットワークス（現USEN）を経て、2004年にTBS系の制作会社ドリマックス・テレビジョン（現TBSスパークル）入社。2017年、後にNetflixで配信される『全裸監督』を企画し独立。
「Nemeton」を立ち上げる。以後、ドラマだけでなく舞台やドキュメンタリー、ゲームなどに領域を広げて制作。
主なプロデュース作品は、『全裸監督』シーズン１（Netflix 2019年8月）、『マリオ〜AIのゆくえ〜』（NHK 2018年）、『ムッシュ！』（CBC 2013）『ふたつのスピカ』（NHK 2009）他。

・独立以後は「たちばな やすひと」とひらがな表記を併用している。
・2017年4月に離婚し、バツイチである。
・「ストーリーラボ」というnoteのサークルを運営し、シナリオ講座も開催している。
・2021年11月1日に単著『「物語」の見つけ方 ー夢中になれる人生を描く思考法』を出版

## 略歴
- 1988年、愛知県師勝町立西小学校(現・北名古屋市立師勝西小学校)卒業
- 1991年、愛知県私立滝中学校卒業
- 1994年、愛知県私立滝高校卒業
- 2001年、東京大学理学部卒業（地学科地理課程）
- 2001年4月、株式会社有線ブロードネットワークスに入社
- 2004年7月、株式会社ドリマックス・テレビジョンに入社
- 2018年6月、株式会社ドリマックス・テレビジョンを退社、独立
- 2018年12月、合同会社Nemetonを設立

## ドラマ：プロデュース作品
- 2007年1月〜『きらきら研修医』（TBS）
- 2009年6月〜『ふたつのスピカ』（NHK）
- 2011年7月〜『桜蘭高校ホスト部』（TBS）
- 2011年9月〜『ラストマネー -愛の値段-』（NHK）
- 2012年5月〜『スナーク狩り』（TBSテレビ）
- 2012年10月1日『強行帰国〜忘れ去られた花嫁たち〜』（TBSテレビ）
- 2013年4月〜『ムッシュ!』（CBCテレビ）
- 2013年7月〜『名もなき毒』（TBSテレビ）
- 2014年1月〜『隠蔽捜査』（TBSテレビ）
- 2014年7月〜『ペテロの葬列』（TBSテレビ）
- 2015年10月〜『結婚式の前日に』（TBSテレビ）
- 2017年3月23〜24日 『絆〜走れ奇跡の子馬〜』（NHK）
- 2017年4月12日『破獄』（テレビ東京）
- 2018年1月～『オー・マイ・ジャンプ！～少年ジャンプが地球を救う～』（テレビ東京）
- 2018年10月13日『マリオ〜AIのゆくえ〜』（NHK BS）
- 2019年8月8日『全裸監督』（Netflix）
- 2021年1月5日『アオイウソ〜告白の放課後〜』（TOKYO MX）（7話は兼監督）
- 2022年3月～ 『ラブシェアリング』（ひかりTV）（6話、9話、10話は兼監督）
- 2022年12月3日～『夜明けまえの彼女たち』（新潟四局合同ドラマ）
- 2023年1月10日～『夫を社会的に抹殺する５つの方法』（テレビ東京）（共同プロデューサー）

## ディレクター作品
- 2011年 『バス停より愛をこめて』(「Short Shorts Film Festival & ASIA 2011」アジア・インターナショナル＆ジャパン2011 プログラム部門 コンペティションファイナル選出作品)

- 2022年7月2日、7月9日　『スタジオより愛をこめて』（中京テレビ）

## 映画：プロデュース作品
- 2012年3月『桜蘭高校ホスト部』
- 2018年3月『台湾より愛をこめて』（2017年京都国際映画祭 特別招待作品）

## ドキュメンタリー：プロデュース作品
- 2011年10月16日 『情熱大陸』宮前義之
- 2019年12月15日 『情熱大陸』森田望智
- 2020年5月11日〜『イノベーターズ・ライフ Movie』麻野耕司（兼 ディレクター）
- 2020年10月13日〜『イノベーターズ・ライフ Movie』三浦崇宏（兼 ディレクター）
- 2022年11月27日 『情熱大陸』松本若菜

## 舞台：プロデュース作品
- 2018年6月〜　『暁の帝〜壬申の乱編〜』（プロデューサー）
- 2018年6月〜　『暁の帝〜朱鳥の乱編〜』（プロデュース・脚本）
- 2019年12月18日　朗読劇『クローバーに愛をこめて』出演：佐藤祐基　蓮城まこと（プロデュース）
- 2019年12月20日　朗読劇『クローバーに愛をこめて』出演：平田雄也　藤江れいな（プロデュース）
- 2021年10月16日　朗読劇『クローバーに愛をこめて』出演：三上 俊　寺田有希（プロデュース・演出）
- 2021年11月６、7日　朗読劇『クローバーに愛をこめて』出演：高本 学　山下七海（プロデュース）
- 2021年12月４日　朗読劇『クローバーに愛をこめて』出演：永石 匠　小林未往（プロデュース・演出）
- 2021年12月11日　朗読劇『クローバーに愛をこめて』出演：澤田拓郎　中村裕香里（プロデュース・演出）
- 2022年9月15日～20日『スタジオより愛をこめて』（総合演出）

## ショートムービー：プロデュース作品
- 2009年〜 『ItouTube』(イトーカンパニープロデュース)
- 2010年1月　JFCTショートムービー「制限時間5時間で役者だけでショートフィルムを作れるのか？
- 2018年3月『台湾より愛をこめて』（2017年京都国際映画祭 特別招待作品）

## ゲーム：プロデュース作品
- 2022年5月12日　『春ゆきてレトロチカ』（スクウェア・エニックス） - 撮影プロデューサー / シナリオディレクター

## 書籍
- 2021年 2月　人の心を動かす ストーリーの作りかた入門 (スマート新書)
- 2021年11月　「物語」の見つけ方 ー夢中になれる人生を描く思考法 （クロスメディア・パブリッシング(インプレス)）

## メディア出演歴
- 2020年7月15日　『全裸監督』プロデューサーと語る、心を動かすストーリーの作り方【水曜日の佐渡島】（YouTube）
- 2021年11月15日　TOKYO FM　「山崎怜奈の誰かに話したかったこと。」

## その他の活動歴
- 2010年5月〜 ダイガク.TV主催　映像ワークショップ「Movie Factory」講師
- 「CoRich舞台芸術まつり！」審査員 2014年、2016年、2017年
- 2014年 12月〜 『P』企画 http://www.produce-party.com/
- 2016年11月22日　「ラウンジスイッチ」ゲスト
- 2020年4月〜 noteサークル「ストーリーラボ」

## メディア掲載歴
- 2009年5月23日 日経プラス1『発想を高める方法』（日本経済新聞）
- 2020年5月19日 3分でわかる・人の心を動かすストーリー入門（日興フロッギー）
- 2020年6月25日 ｢全裸監督｣ドラマPが伝授する不安のしのぎ方（東洋経済オンライン）
- 2021年11月20日 周りの期待に応えられる人と裏切る人の決定的差（東洋経済オンライン）
- 2021年11月27日 人が感動する物語をつくる2つの大きなポイント（東洋経済オンライン）
- 2021年12月25日 煉獄さんにやたらと魅力を感じてしまう納得の訳（東洋経済オンライン）
- 2022年1月30日 川村元気｢だから僕は神様への信仰を物語にした｣（東洋経済オンライン）
- 2022年1月30日 川村元気｢作り手さえビックリする物語が面白い｣（東洋経済オンライン）
- 2022年1月30日 川村元気｢後に何も残らない物語は作りたくない｣（東洋経済オンライン）
- 2022年2月14日 「「物語」の見つけ方 ー夢中になれる人生を描く思考法」を世界一わかりやすく要約してみた【本要約】（YouTube「本要約チャンネル」）
- 2022年7月18日　｢SPY×FAMILY｣がここまで人気を呼ぶ納得の訳」キャラの魅力､絶妙なストーリー､笑い､そして感動（東洋経済オンライン）
- 2022年11月26日　スラムダンクが今でも圧倒的に愛される納得の訳（東洋経済オンライン）